# Mountain Brook
Mountain Brook är en stad (city) i Jefferson County, i delstaten Alabama, USA. Enligt United States Census Bureau har staden en folkmängd på 20 429 invånare (2011) och en landarea på 33,1 km².